# والتر هرمان (فیزیکدان)
 والتر هرمان (انگلیسی: Walter Herrmann؛ زاده ۲۰ سپتامبر ۱۹۱۰ درگذشته ۱۱ اوت ۱۹۸۷) یک دانشمند اهل آلمان بود.